# 桶狭間の交通

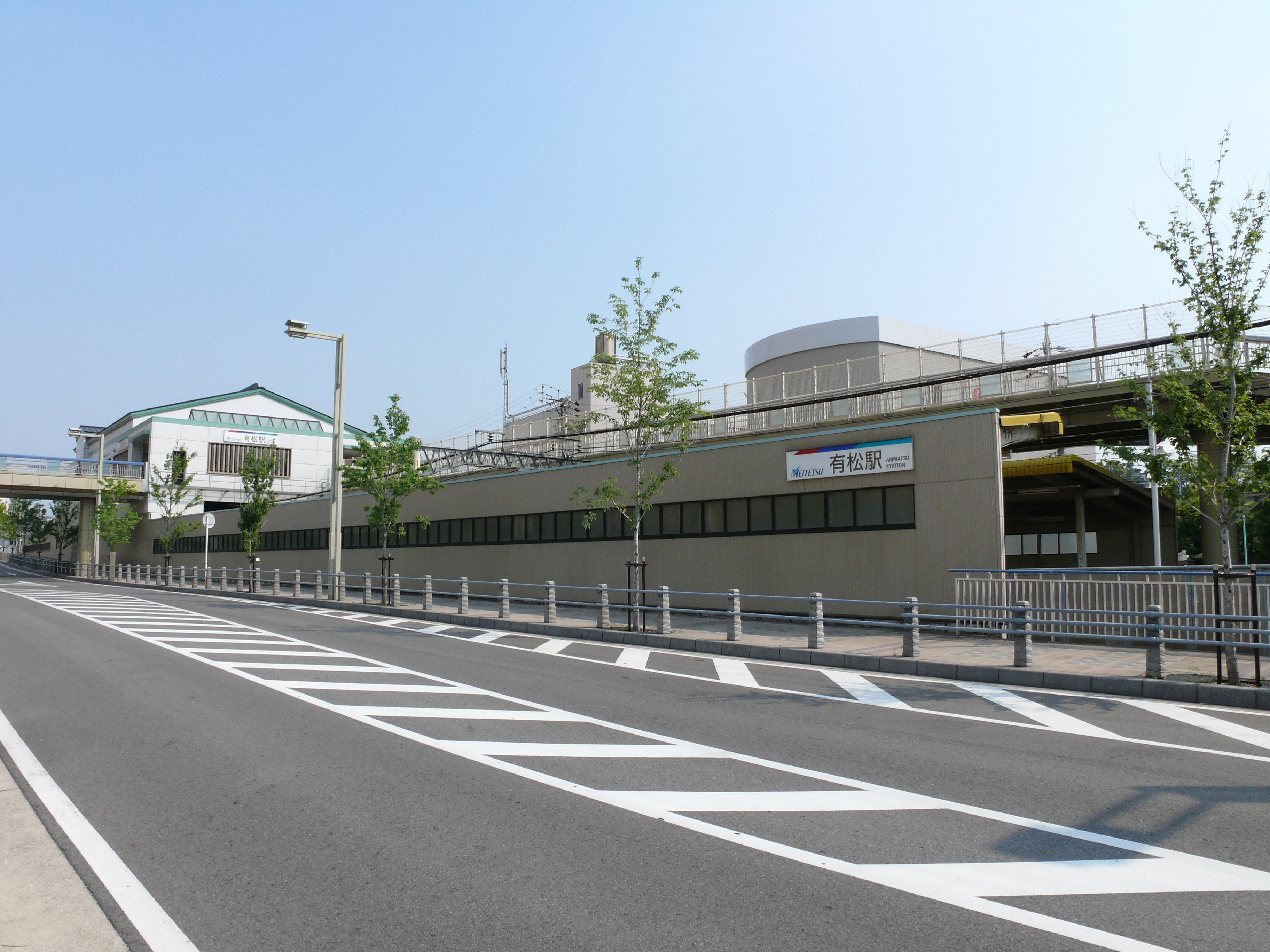
名古屋鉄道名古屋本線有松駅（2007年（平成19年）5月）。

桶狭間の交通（おけはざまのこうつう）では愛知県名古屋市緑区と愛知県豊明市にまたがる地域である桶狭間における交通について、名古屋市内の部分を中心に述べる。
本項では特記を除き、1983年（昭和58年）当時の大字界の範囲内において桶狭間村・大字桶狭間の記述を行うものとし、その呼称を「大字桶狭間」とする。また有松地域にも同様の範囲の定義を適用してその呼称を「大字有松」とし、大字桶狭間と大字有松町を併せた呼称を「有松町」とする。

## 鉄道
大字桶狭間を通る鉄道路線は、最南部の野末町を東海道新幹線がかすめるほかは無く、鉄道駅も存在しない。ただし大字有松を併せた有松町としては、名古屋市との緊密な関係もあって大正時代より一貫して鳴海町字有松裏（現・名古屋市緑区有松）に設置された愛知電気鉄道有松裏駅（現・名鉄名古屋本線有松駅）が町の玄関口となっている。同路線には1931年6月から1935年頃まで桶狭間駅が存在したが、その位置は現在の中京競馬場前駅から西に約200m地点の鳴海町地内であった。
そのほか、南ではJR東海道本線のうち南大高駅が最寄りではあるが、かつて有松尋常高等小学校からの修学旅行は伊勢参りで、大高駅まで徒歩で向かったという。

## 道路

### 主な道路
国道1号
大字桶狭間と大字有松の複雑な境界線付近を縫うようにして東西に貫く。有松町内では、1932年（昭和7年）には東海道（現愛知県道222号緑瑞穂線）のコンクリート舗装化が実現していたが、市街地のただ中を貫通しており幅員も狭く、トラックの往来などが増えたこともあり、1937年（昭和12年）頃から関係市町村との協議の上で東海道バイパスが計画され、1942年（昭和17年）から1943年（昭和18年）にかけて現在のルートとなる新国道が建造されている。1954年（昭和29年）には舗装が完成し、それまでの東海道が愛知県に移管されて県道緑瑞穂線となったことで、現在ではこの国道1号が名実共に地域の大動脈となり、膨大な交通量を支え続けている。
国道23号名四バイパス
大字桶狭間南部を東西に貫く。野末町に有松インターチェンジ（北緯35度2分37.3秒 東経136度57分53.8秒）がある。
国道366号
大府市境界から名四バイパス有松インターチェンジにかけてのわずかな区間である。国道であるが、名古屋市の管理道路となっている。
伊勢湾岸自動車道
国道23号名四バイパス上の高架にある。
愛知県道243号東海緑線
後述する旧大府県道のバイパスとして計画され、1974年（昭和49年）から1983年（昭和58年）にかけて建設された道路で、「大府新道」・「刈谷新道」の俗称を持つ。当初は名古屋市道名古屋刈谷線であったが、現在は愛知県道に昇格している。野末町では有松インターチェンジによって名四バイパスと交差している。
名古屋市道有松橋東南第2号線
明治時代には知多郡道大府街道であり、その後は愛知県に移管されて県道名古屋刈谷線とされ、大字桶狭間では「大府県道」と呼ばれた道である。大字桶狭間をほぼ南北に貫き、大字有松と大府市を結ぶかつては重要な幹線道路であり、大正年間には1間半（約2.7メートル）以上の道幅を持つ大字内唯一の「広い道」であった。交通量の増大を受け、戦後まもなくの大改修により湾曲部を改善するなどして交通の便をはかるも、昭和30年代までは未舗装の状態が続いている。1983年（昭和58年）にバイパス大府新道（現愛知県道243号東海緑線）が開通したことによって現在では幹線道としての役割は終え、むしろ県道のバイパスとして迂回路的に利用される面が強くなっている。
名古屋市道三ツ屋線・有松第157号線
国道1号の有松交番前交差点から南に折れて進む、幅員6メートル前後の狭い道路である。愛知用水付近まで一本道が続く。桶狭間北西部の丘陵地帯に立ち並ぶ住宅街の生活道路の役割を果たしているほか、名古屋市立有松中学校の生徒の主な通学路でもあり、車両での通行には細心の注意が必要である。
名古屋市道森下線・平子第1号線
大池南岸の名古屋市道有松橋東南第2号線から分岐する交差点（名称は無い（北緯35度3分10.7秒 東経136度58分10.5秒））を起点とし、名古屋市道有松橋東南第2号線にほぼ併走していく形で南に抜けていく道路である。かつての追分新田道（おいだけしんでんみち）を踏襲した路線で、1953年（昭和28年）までに有松町によって整備されている。名古屋市緑区南陵付近では中溝川に沿い、有松ジャンボリー敷地の北端にさしかかったあたりで平子第1号線に切り替わり、愛知県道243号東海緑線に接続する生活道路である。
名古屋市道桶狭間勅使線
厳密には1号線から6号線まで細分化されるが、大字桶狭間のほぼ中央部付近を東西に貫く幹線道路である。かつての大高道（おおだかみち）に近い道筋をたどっており、現在でも豊明市方面との往来が激しく、交通量も非常に多い。2013年（平成25年）現在の西端は籠池の手前（北緯35度3分10.8秒 東経136度57分38.9秒））であったが、2021年（令和3年）3月31日に全線開通し、国道302号・殿山交差点に接続した 。

### 古くからの交通路
近世から明治時代に至るまでに桶廻間村・大字桶狭間に存在した街道には、「長坂道（ながさかみち）」、「分レ道（わかれみち）」、「近崎道」、「大高道（おおだかみち）」、「大脇道（おおわきみち）」、「追分道（おいわけみち）」、「追分新田道（おいわけしんでんみち）」、「横根道（よこねみち）」などが知られている。
近世の街道は、目的地の名を街道名に冠することが一般的であり、同じ道筋でも村や集落ごとにその名が異なっている場合が多い。たとえば「長坂道」は別名「鳴海道（なるみみち）」・「有松道（ありまつみち）」とも呼ばれ、桶廻間村から見て北の有松村・鳴海村方面に向かう街道であるが、有松村から見れば南の桶廻間村に通じる道であるので、同じ道を「桶廻間村道」と呼んでいる。同じように「大脇道」は東の知多郡大脇村（おおわきむら、現豊明市栄町）に向かう街道であるが、大脇村の視点からすればこれを「おけば道」と捉えるのである。実質上、長坂道と追分道と横根道、そして大高道と大脇道は同一の交通路である。
このうち前者の「長坂道」は、北は相原郷付近の鎌倉街道から分岐したとみられており、鳴海村・有松村・桶廻間村・伊右衛門新田・横根村を経たところで境川・逢妻川を越えて三河国へと至るという道筋をたどっている。すなわち三河国刈谷に至る近道として「三州道」・「刈谷街道」・「刈谷街道」と呼ばれたこともあり、江戸時代以前より存在していたと考えられる古い街道である。他方、飯沼如儂の手になる『尾陽寛文記』という書物には、有松村に始まり大符村（おおぶむら、現大府市）・緒川村（おがわむら、現知多郡東浦町）・半田村（はんだむら、現半田市）など知多半島東部の海岸沿いを南下して師崎村（もろざきむら、現知多郡南知多町）に至る街道を「東浦街道」と呼ぶとあり、『尾張国知多郡誌』（1893年（明治26年））では、有松村にて第一号国道より分岐して師崎村へと至る県道を師崎街道、俗称を東浦街道としている。
また後者の「大高道・大脇道」は、東は東阿野村（ひがしあのむら、現豊明市）付近に端を発し大脇村・桶廻間村を経て西大高村（にしおおだかむら）へと至る道筋である。これも鎌倉街道と同様に江戸時代以前から存在していた官道で、東海道の開通に伴い1601年（慶長6年）に官道を解かれている。
一方で桶廻間村中心の視点からすれば、かつての村の中心は「郷前」と呼ばれる集落にあり（後年の有松町大字桶狭間字郷前、現在の郷前交差点付近（北緯35度2分58.2秒 東経136度58分11.6秒））、おのおのの街道はここから放射線状に延びていたと捉えることもできる。なお、同村内の同じ道筋でも時代によって名称の変転などもあり、呼び名が一定していない場合も多いが、本稿では最も一般的と思われる名称を代表的に用いて論じ、必要に応じて別称とその由来を記述している。

#### 長坂道・追分道
長坂道（ながさかみち）は、『天保十二年丑年五月知多郡桶廻間村圖面』に示すところの名称で、丘陵上の桶廻間村から谷底の有松村に至るまで長い坂が延々と続いていたことから名付いたと考えられる。「三河街道」あるいは「師崎街道」の一部をなす。2013年（平成25年）現在は消滅している有松町大字有松字長坂北、一部が残る同字長坂南などの字名、国道1号の長坂南交差点の名は、この里道に由来している。他に、『寛文村々覚書』に示すところの「有松道池」から推定しうる「有松道（ありまつみち）」、『天保十二年丑年五月知多郡桶廻間村圖面』に記載のある「鳴海道池」から推定しうる「鳴海道（なるみみち）」、『天保十二年丑年五月知多郡有松村圖面』に示すところの「桶廻間村道（おけばさまむらみち）」などの名が知られている。
現在の郷前交差点から北に延びる市道（名古屋市道有松橋東南第2号線）が、往時の長坂道のルートをほぼ踏襲している。セト山交差点、大池南岸のクランク、幕山交差点、地蔵池西岸などを経て、ファミリーマート武路町店付近で分レ道との分岐に至る（北緯35度3分39.1秒 東経136度58分11.6秒）。現在では分レ道側が名古屋市道有松橋東南第2号線のまま幹線道として整備され、国道1号に向かって降りていくが、長坂道はここで左に折れて名古屋市道長坂線となり、高根山の南側山麓を走る細い路地となる。名古屋市道有松第157号線と交わる付近では大字桶狭間と大字有松の境界線が走り、また区画整理が進んで往時の道筋がわかりにくくなっているほかは、往時の街道と現在の市道のルートはほぼ同一である。大字有松に至ってからは三丁山の丘陵を越え、有松市街地へとほぼまっすぐ下る坂が延々と続く。なお下り坂の途中付近では、愛知県道243号東海緑線の建造の際に国道1号の南側の丘陵に切通しが設けられたことで道が一時分断されていたが、有松橋（北緯35度3分55.1秒 東経136度58分6.1秒）が架けられて再びつながっている。そのすぐ先では国道1号との有松町交差点があり、かつては信号機が敷設されていたが、2013年（平成25年）現在では撤去されている。そして国道1号以北では有松市街地となり、江戸時代から明治時代にかけては東海道筋と同様に絞商工業者が軒を並べた界隈であり、現在でも沿道に有松しぼり久田本店があるほか、町屋の長坂弘法堂などが残る。
なお大正年間の地形図には、長坂道は1間（約1.8メートル）から1間半（約2.7メートル）の道幅を持つ里道として記載されているが、2013年（平成25年）現在でもとりわけ大字有松地内における市道の道幅は2.7メートル以内の狭隘な箇所が多く、舗装がなされている以外はその様相に昔からほとんど変化が無いことが見て取れる。また有松しぼり久田本店付近の長坂道からは東へさらに細い市道（名古屋市道有松第15号線）が分岐しており、かつて絞商屋同士が商品の貸し借りのために客に分からないよう行き来したことから「絞り小径（しぼりこみち）」と呼ばれる幅員1メートルほどの裏道である。
有松市街地の西端近く、大雄山祇園寺の山門から東海道を挟んだ向かいに、南東方向へ分岐する小さな小道がある。これが長坂道であり、大字桶狭間から見ればこの東海道との合流点（北緯35度4分7.3秒 東経136度58分0.8秒）が長坂道の終点となる。
追分道（おいわけみち）は「三河街道」あるいは「師崎街道」の一部をなし、本項では郷前交差点より南方面へ向かう道筋について記述するものである。長坂道と同じく、現在の名古屋市道有松橋東南第2号線が往事のルートをほぼ踏襲しており、大字桶狭間南方の字井龍へと至る。国道23号のゲート下をくぐった付近（北緯35度2分36.3秒 東経136度58分3.4秒）で、そのまま南へ向かう道と南西へ向かう脇道とが分岐するが、南西方面の脇道が追分道であり、『知多郡村邑全図』が示すところの「大符道」でもある。分岐せずにそのまま進む道は『知多郡村邑全図』が示すところの「横根道」で、現在では分岐以降において名古屋市道桶狭間線に切り替わり、70メートルほどでまもなく大府市に至る。
なお、大府市内の追分道ないし大符道は、原（現大府市東新町5丁目付近）（北緯35度2分11.4秒 東経136度57分39.2秒）・追分（現大府市追分町）の集落を経て大浜街道（現愛知県道50号名古屋碧南線）に接続する。同じく大府市内の横根道はそのまま現在の国道366号に近いルートで南下し、横根村の中心地（現大府市横根町字中村・字前田）へと続く。知多郡誌は緒川村以北の師崎街道を俗に大浜街道というとあり、他方で「三河街道」は横根村を経て三河国へ至っていたものと考えられている。すなわち相原郷あるいは有松村に端を発する「三河街道」は字井龍の分岐以南においては横根道のことを指し、同様に有松村に端を発する「師崎街道」は字井龍の分岐以南においては追分道・大符道のことを指すと考えることが可能である。

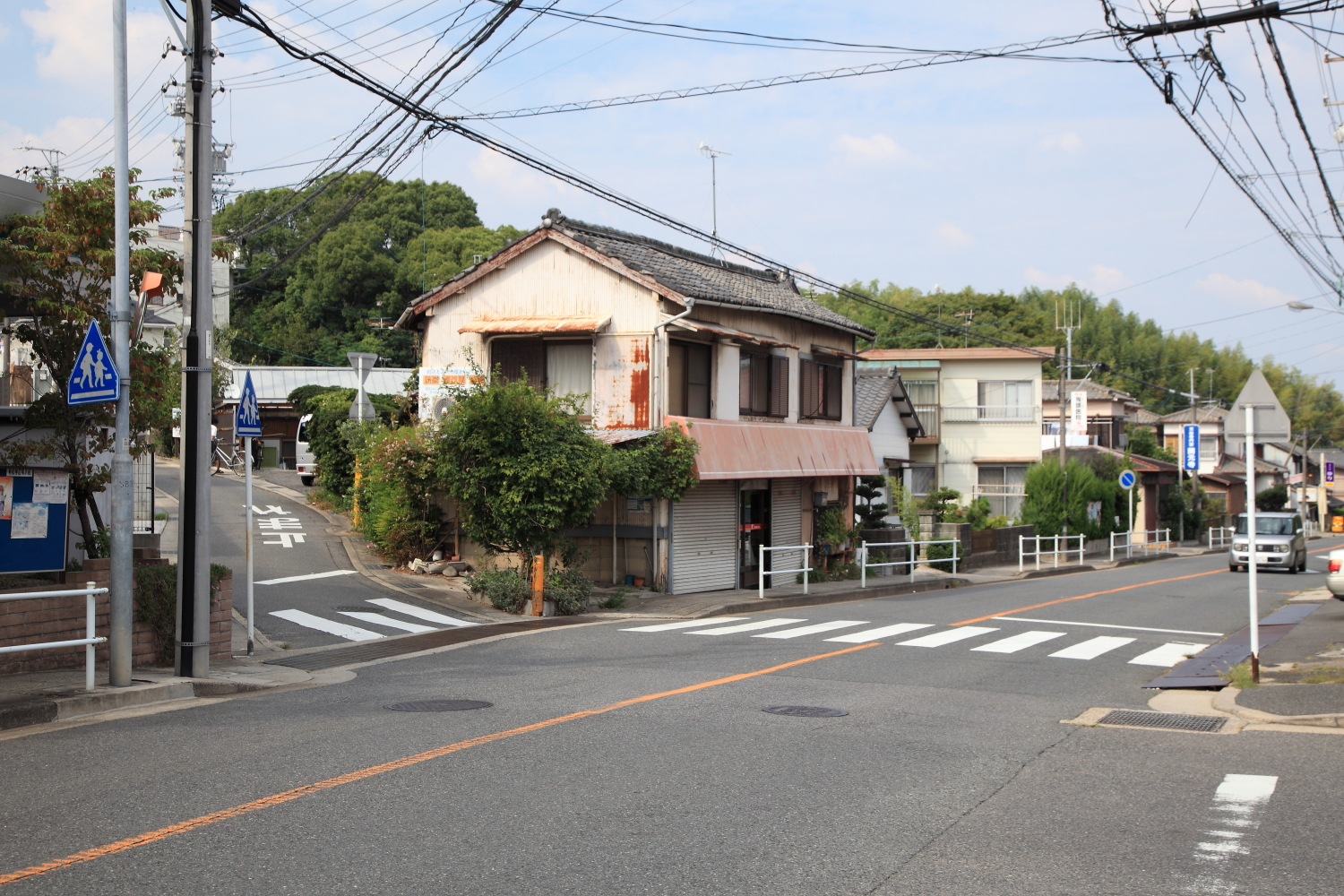
旧長坂道と旧分レ道の分岐部。右奥へそのまま下っていくのが旧分レ道、左奥の丘陵へ登っていく小道が旧長坂道である（2012年（平成24年）9月（撮影位置、北方面を望む））。
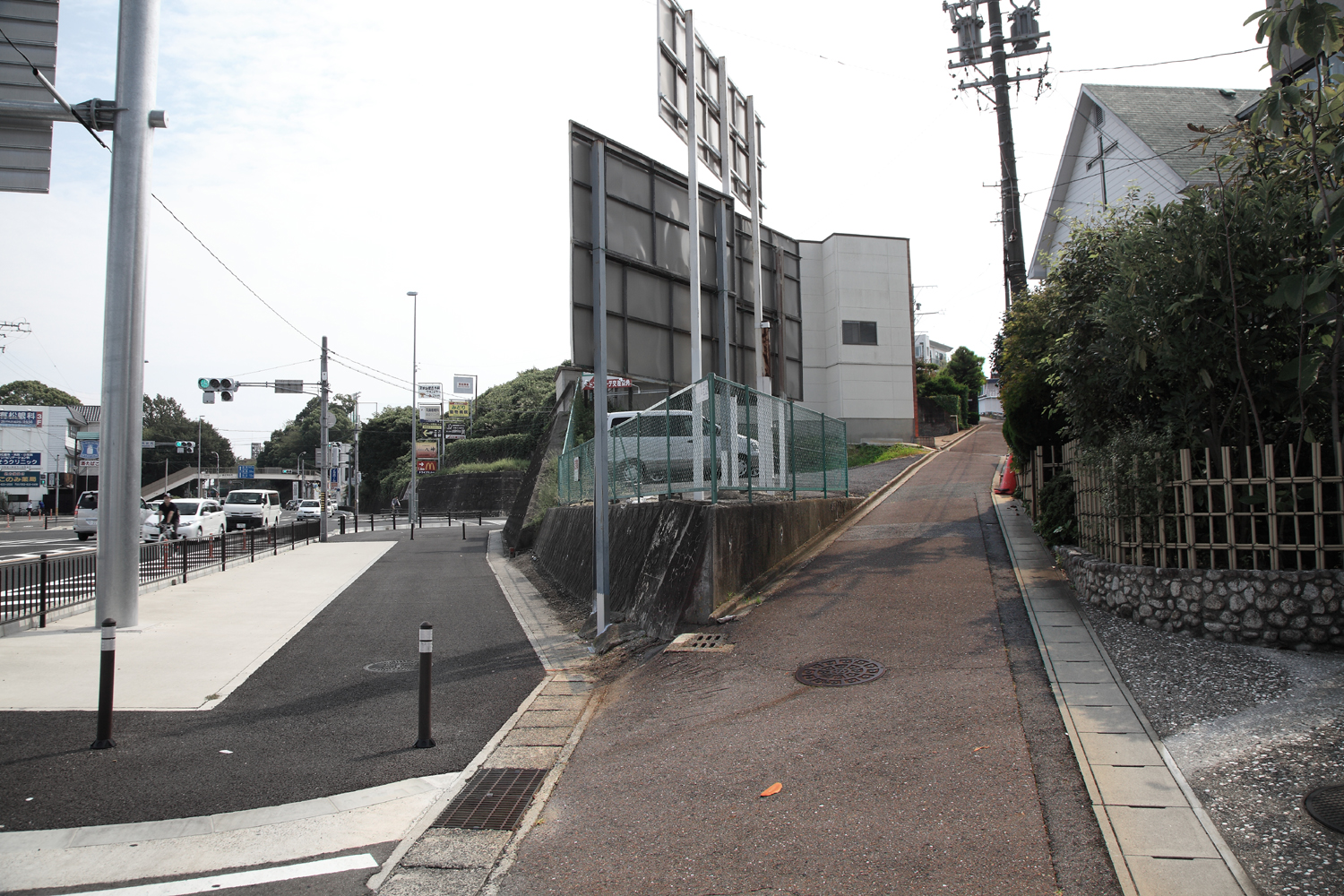
旧長坂道と国道1号の合流部（2012年（平成24年）9月（撮影位置））。
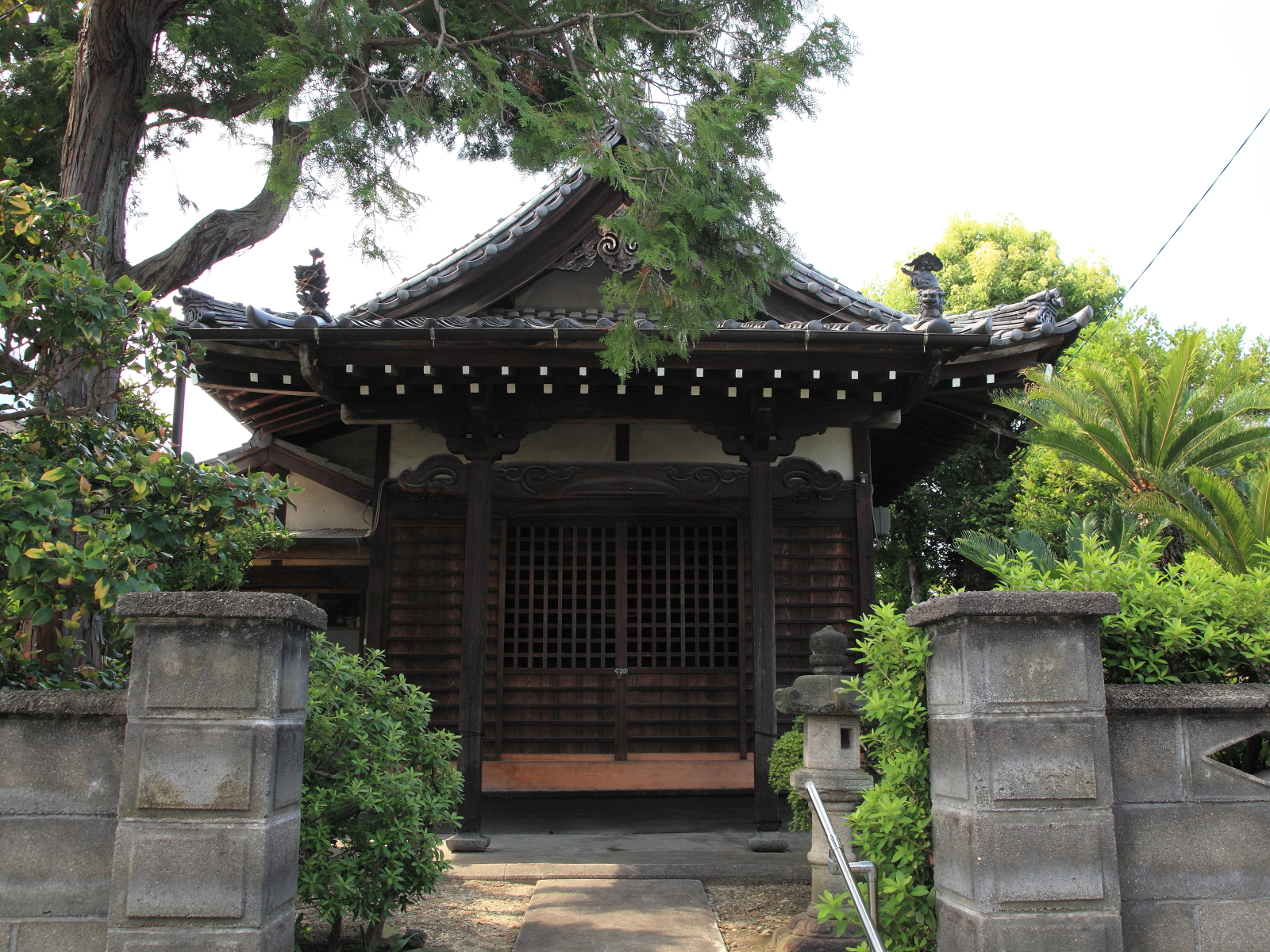
旧長坂道沿いにある長坂弘法堂（2012年（平成24年）9月（撮影位置））。
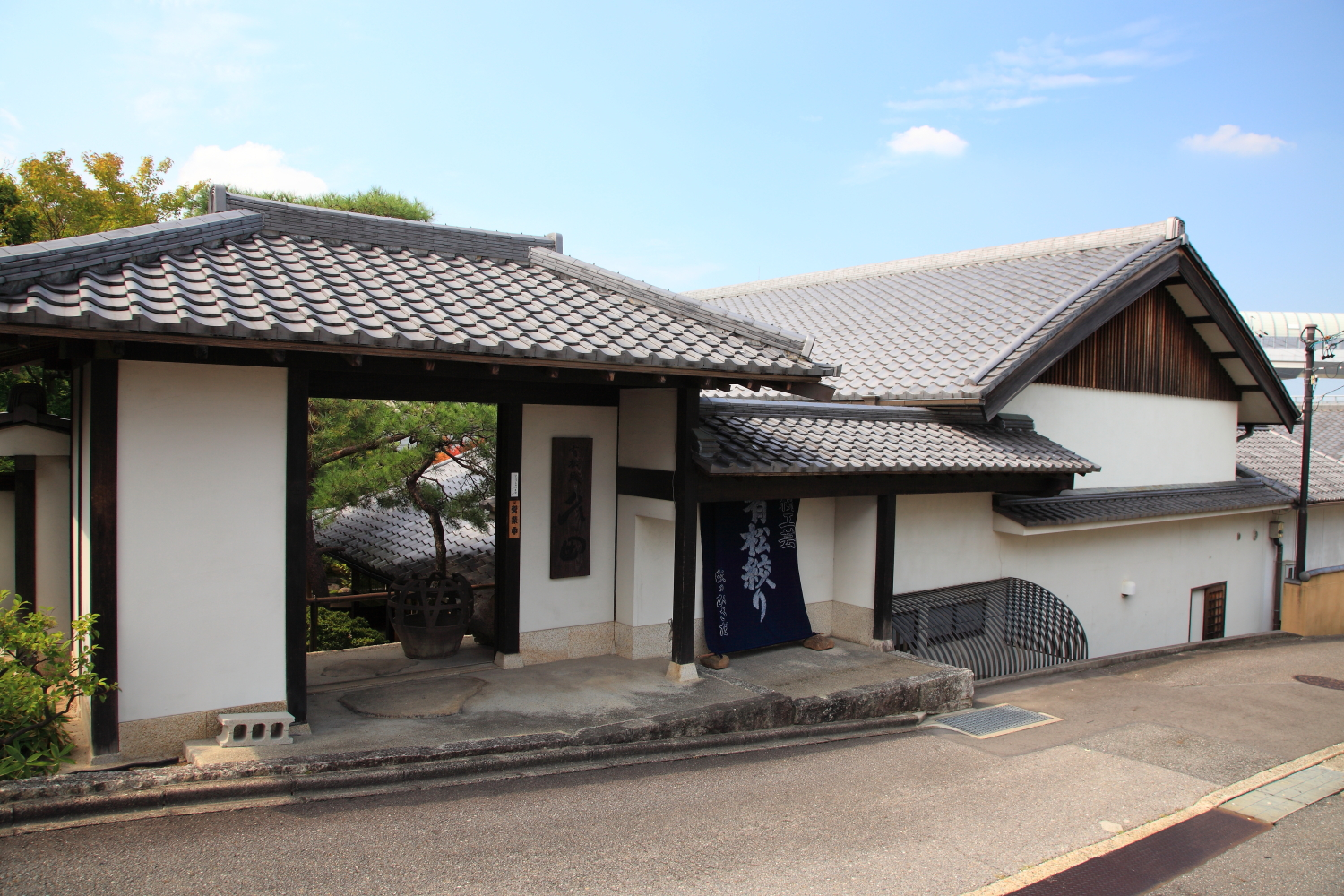
旧長坂道沿いにある有松しぼり久田本店（2012年（平成24年）9月（撮影位置））。
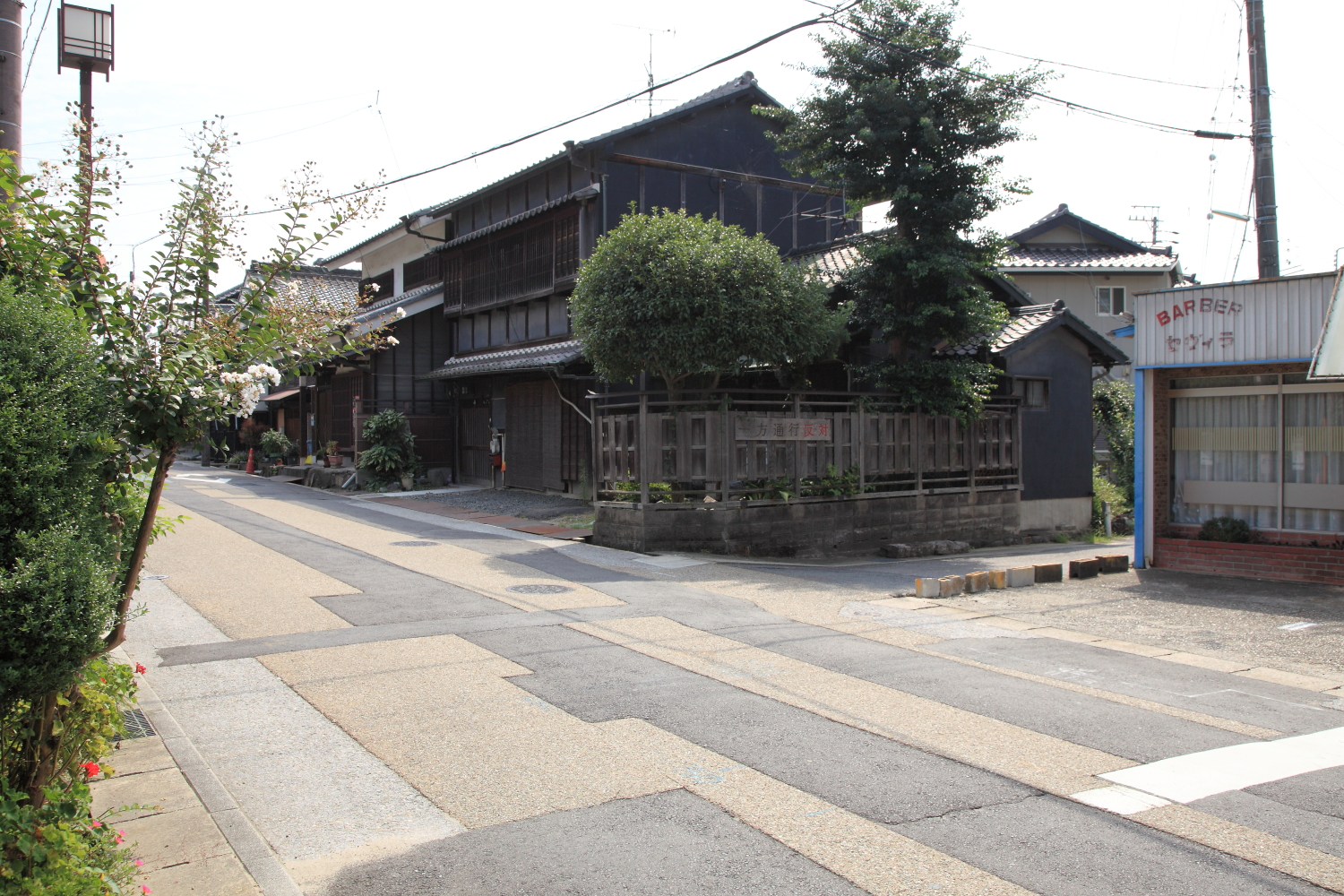
旧東海道と旧長坂道の合流部。右手前から左奥に向かう道が東海道、右奥から進入してきた小道が長坂道である（2012年（平成24年）9月（撮影位置、南東方面を望む））。
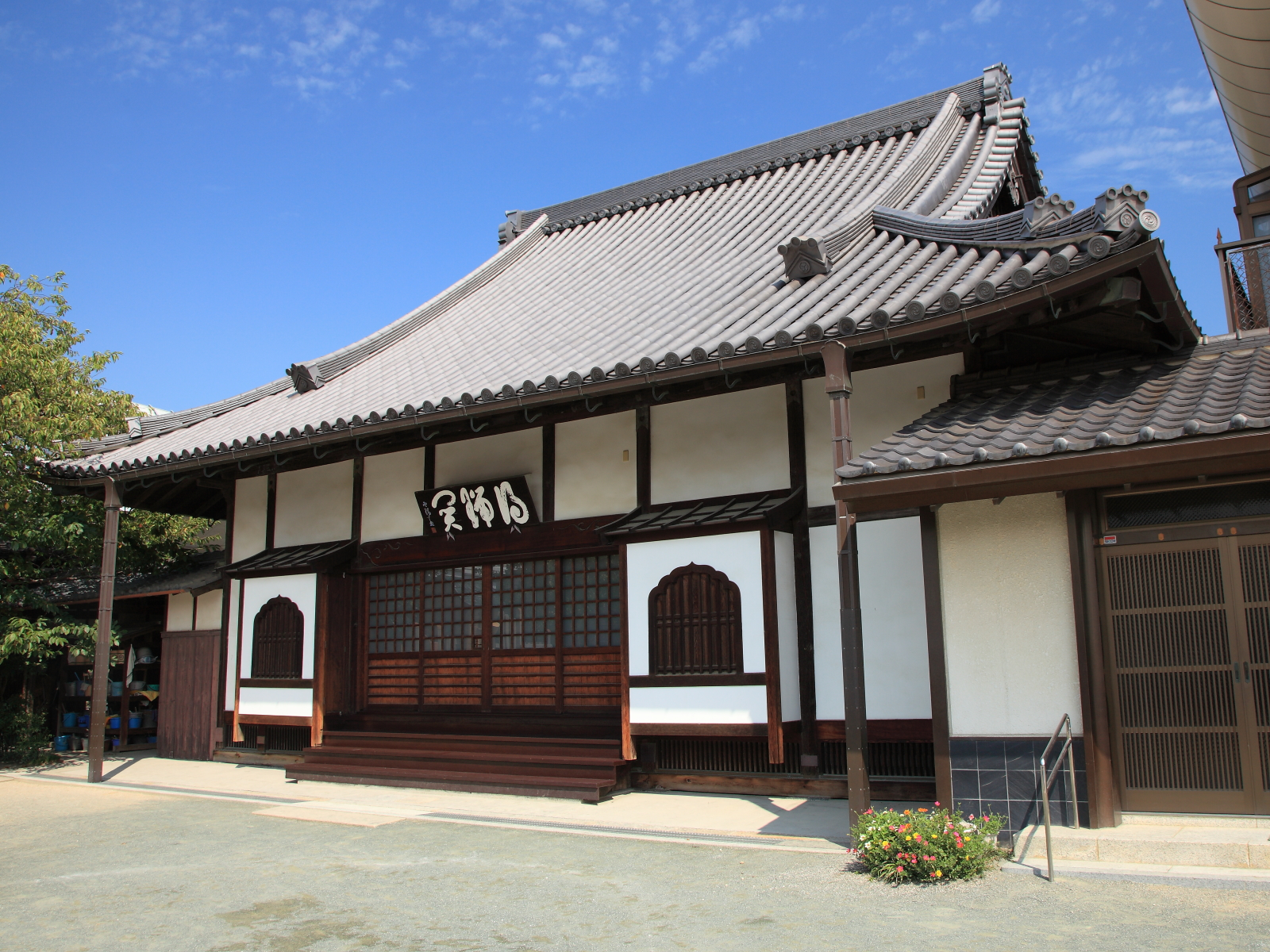
旧東海道と旧長坂道の合流部付近にある大雄山祇園寺の本堂（2012年（平成24年）9月（撮影位置））。

#### 分レ道
分レ道（わかれみち）は、『天保十二年丑年五月知多郡有松村圖面』に示すところの名称で、『天保十二年丑年五月知多郡桶廻間村圖面』には道名が特に記載されていない。先述の「長坂道」の項で触れたように、市道（名古屋市道有松橋東南第2号線）をファミリーマート武路町店付近で左の脇道に折れずにそのまままっすぐ北に下っていく道筋が、旧分レ道にほぼ相当する。桶狭間交差点で国道1号と交差（北緯35度3分52.3秒 東経136度58分17.8秒）、そのまま有松市街地に至り、名古屋有松郵便局付近で旧東海道と合流する（北緯35度3分56.1秒 東経136度58分20.9秒）。全線を通じて現在ではほぼ直線になっているが、湾曲したかつての旧道の名残が場所によってわずかに残されている。
名古屋有松郵便局の南東にある延命地蔵堂は、かつて桶狭間交差点付近の沿道にあったのが現在地に移転されたものである。また東海道との辻には「←◎→　東海道　☞大府行縣道」と記された道標があり、現在は有松山車会館前に移築されている。

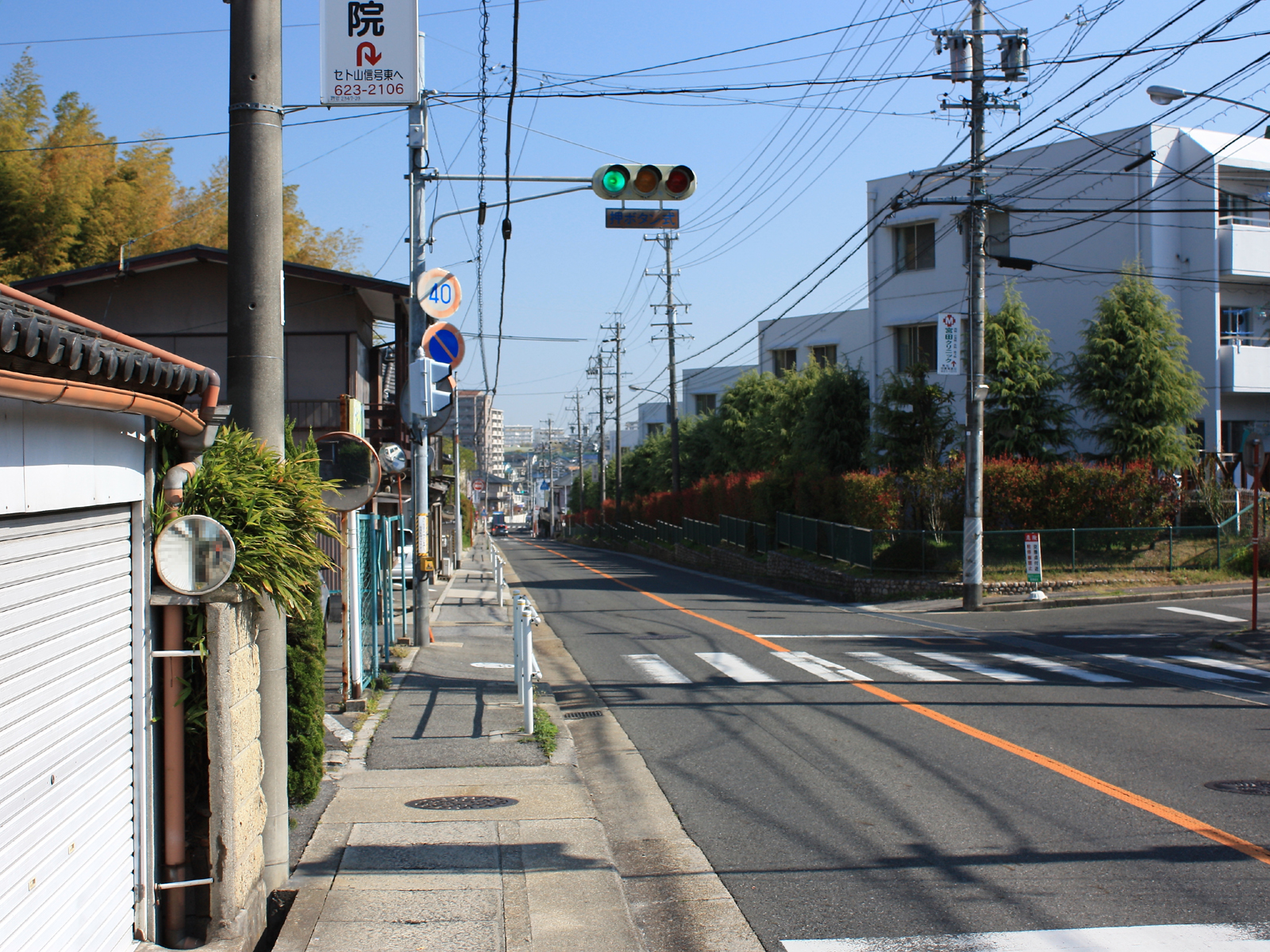
長坂道と分岐し、市道（名古屋市道有松橋東南第2号線）をまっすぐ下ってゆく分レ道（2009年（平成21年）4月（撮影位置、北北東方面を望む））。
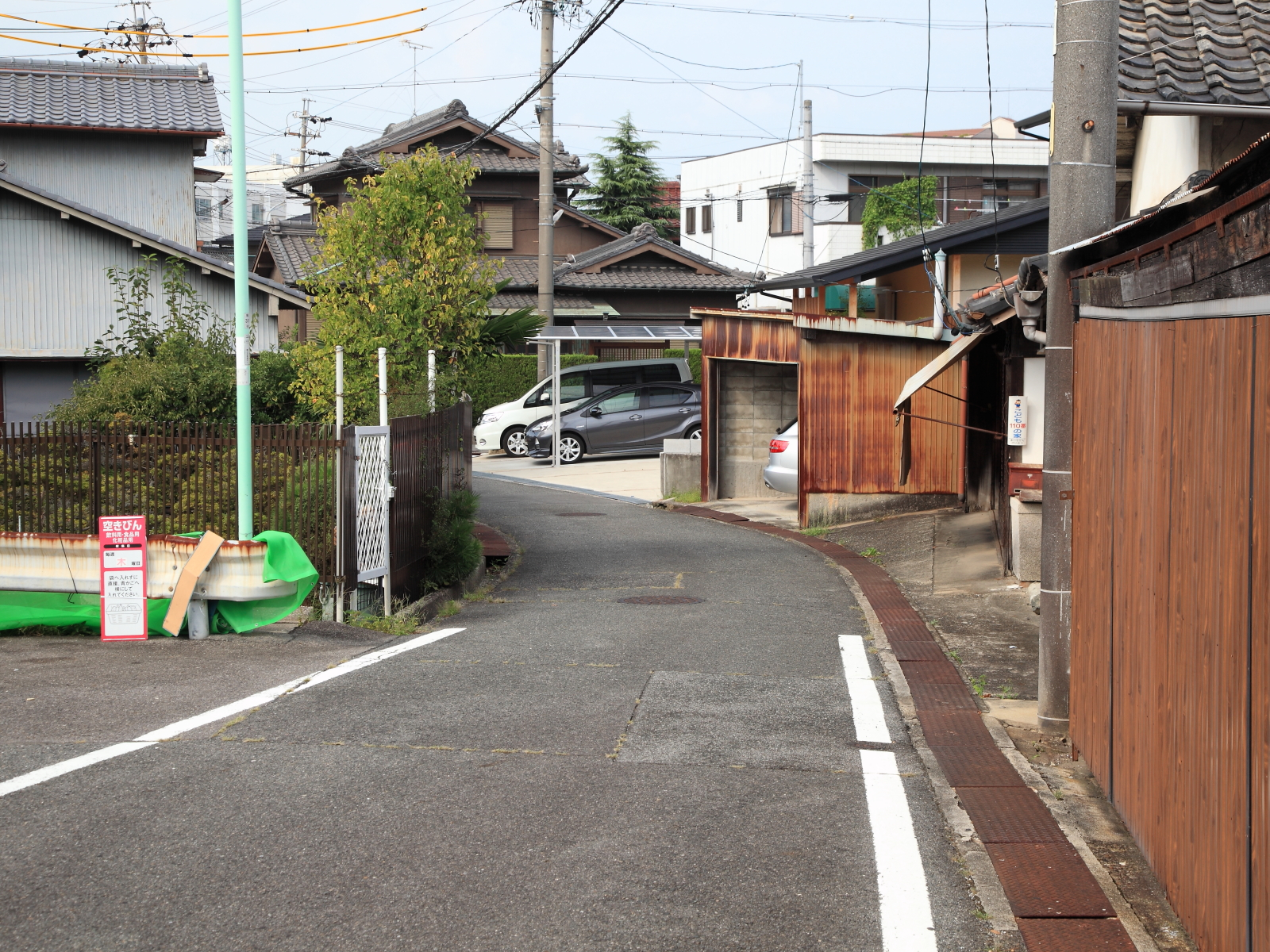
字生山付近の分レ道。わずかに残された旧道の名残である（2012年（平成24年）9月（撮影位置、北方面を望む））。
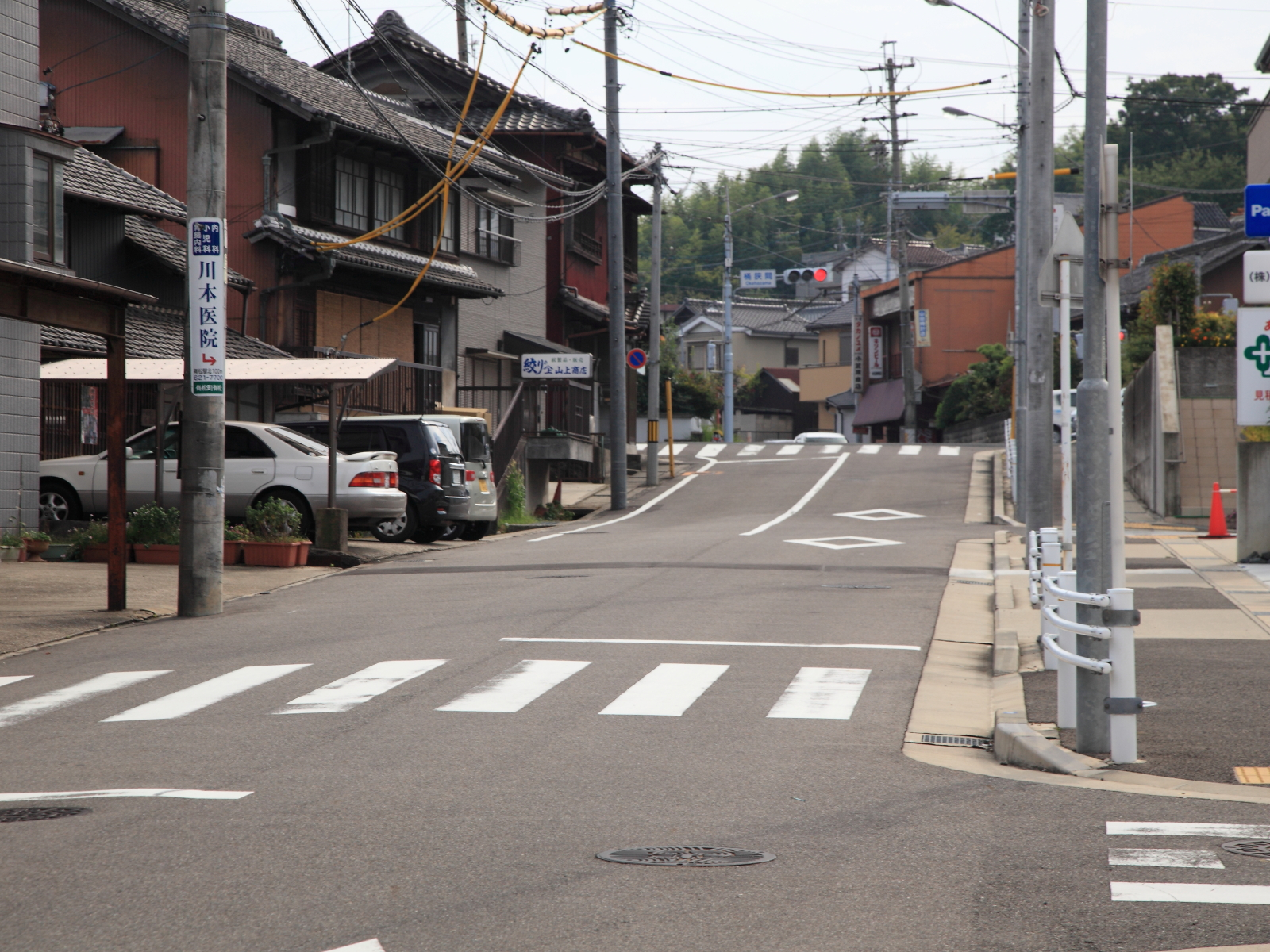
有松の分レ道（2012年（平成24年）9月（撮影位置、南南西方面を望む））。
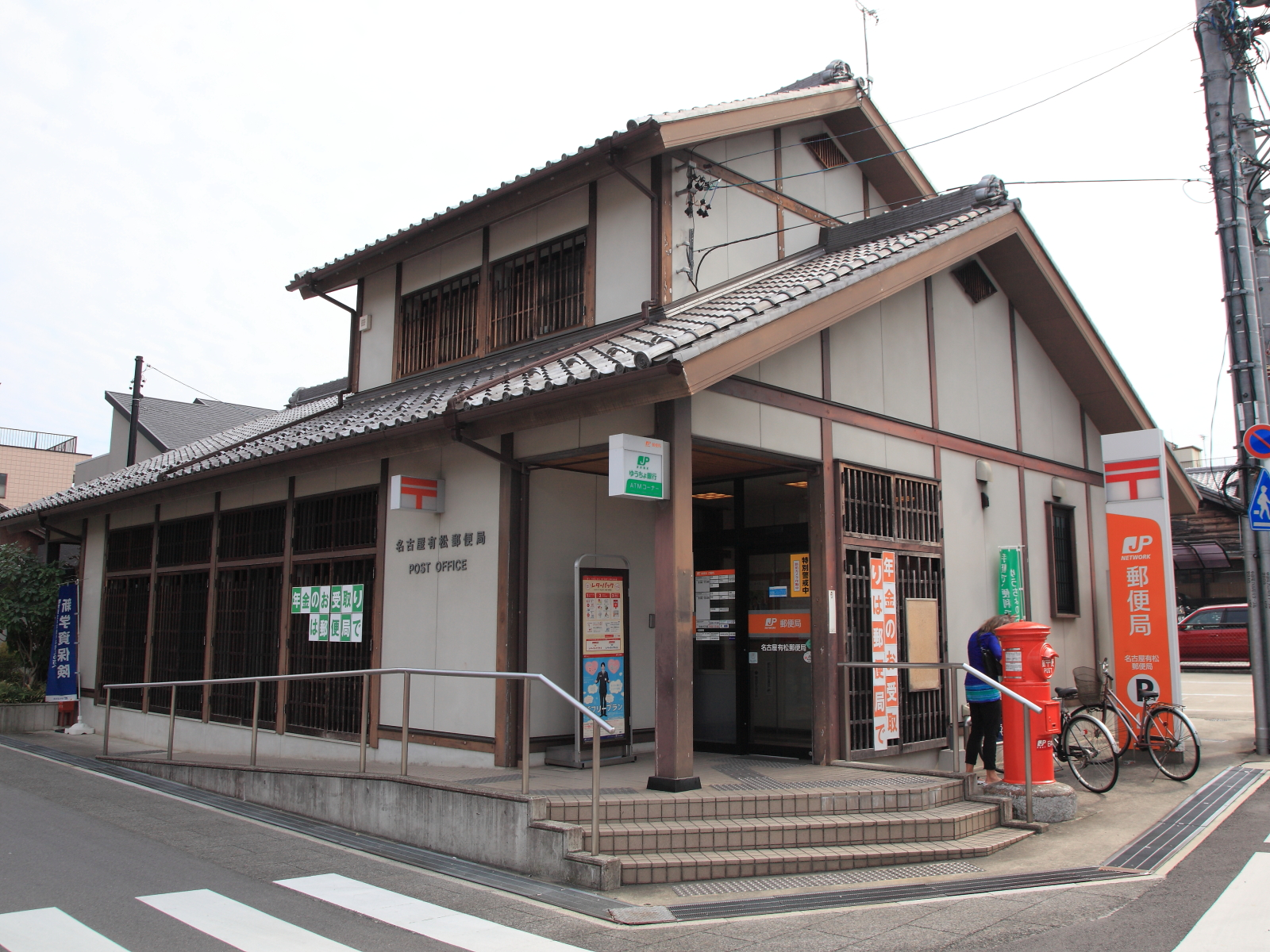
旧東海道と旧分レ道の合流点にある名古屋有松郵便局（2012年（平成24年）9月（撮影位置））。
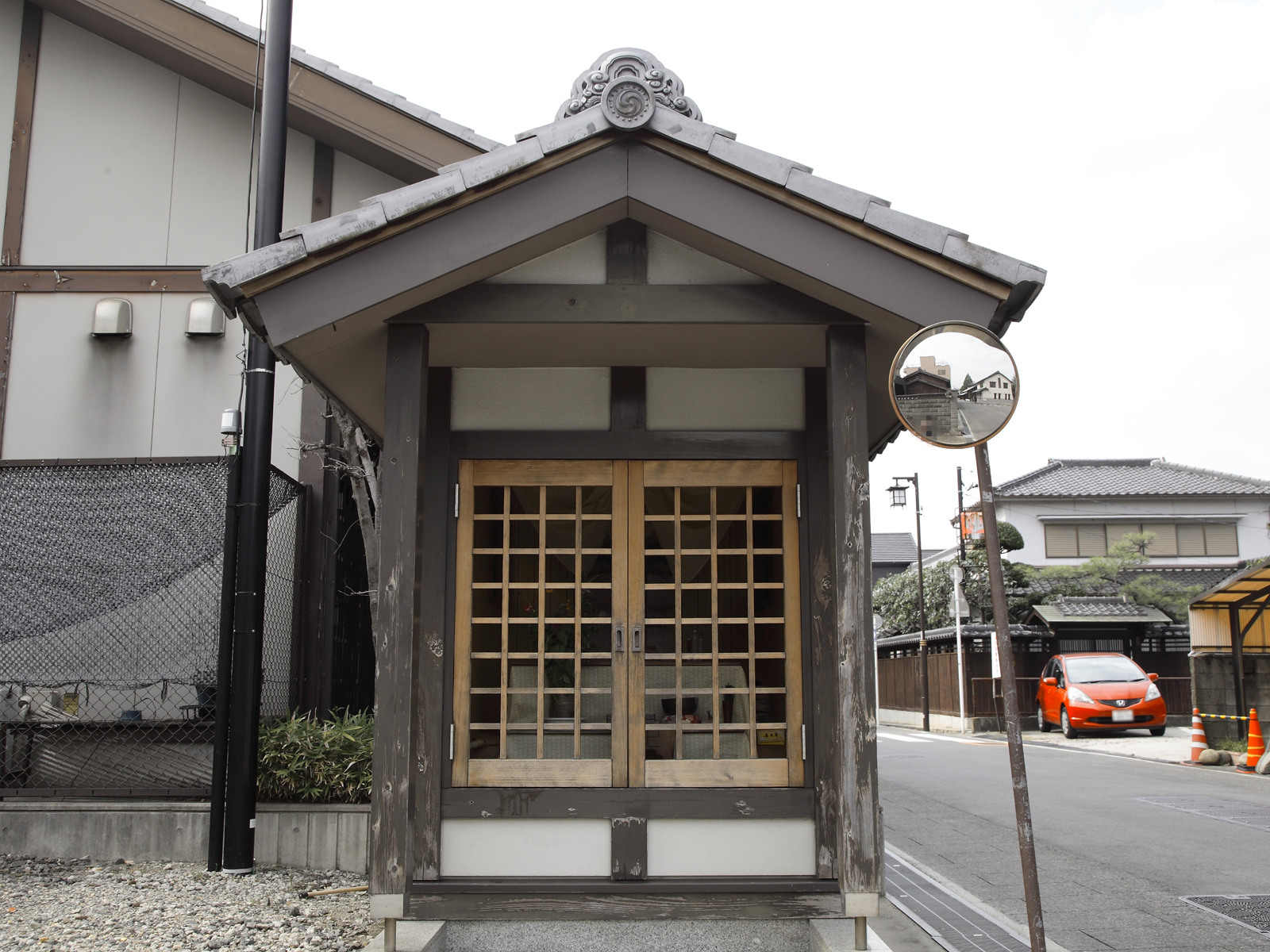
名古屋有松郵便局の脇にある延命地蔵堂（2012年（平成24年）9月（撮影位置））。

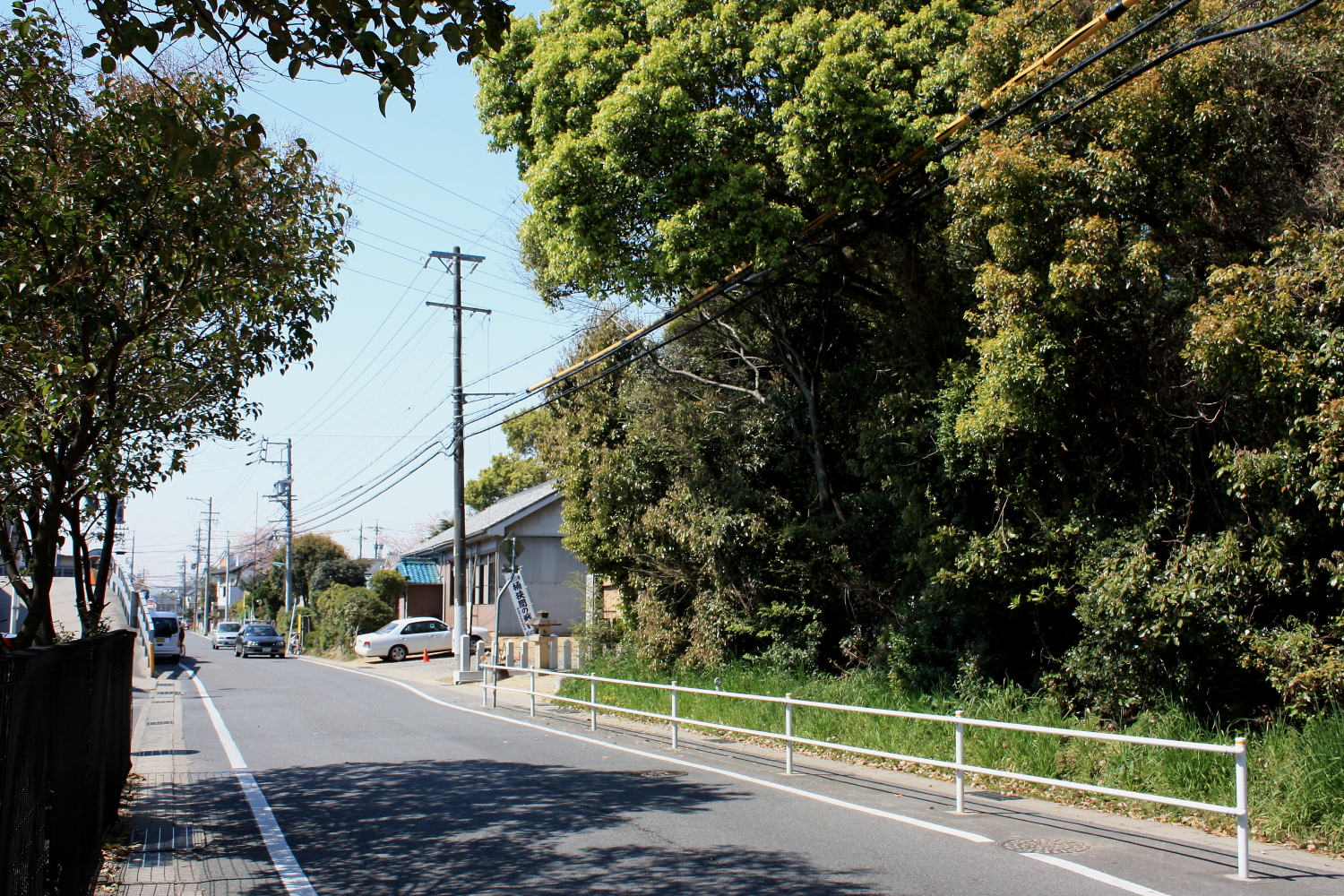
桶狭間神明社境内東側の追分新田道（2009年（平成21年）4月）。

#### 追分新田道
追分新田道（おいわけしんでんみち）は、大池の南岸付近（北緯35度3分10.6秒 東経136度58分10.5秒）で「三河街道」あるいは「師崎街道」から分岐し、追分新田へと至る道である。追分新田は知多郡追分村の支郷として開発された村で、三ツ屋と呼ばれる集落を形成している（現大府市共栄町付近）。大字桶狭間では中溝川に沿って南進する名古屋市道森下線におおむね比定されるが、国道23号と交差する付近から野末町にかけては旧来の道筋をたどることがやや困難となっている。野末町から大府市域に入ると北西に向かって緩やかなカーブとなるが、共和町6丁目と7丁目の境をなす大府市道、共和町4丁目地内を北上する愛知県道244号泉田共和線に、旧街道の道筋をたどることができる。そして伊勢湾岸自動車道の名古屋南インターチェンジが愛知県道50号名古屋碧南線に接続する付近で、かつての追分新田道も大浜街道に接続している。

#### 大高道・大脇道
大高道（おおだかみち）および大脇道（おおわきみち）は、『知多郡村邑全図』によるところの呼び名で、前者は郷前から西に向かい大高に至る道筋、後者は郷前から東へ向かい大脇村に至る道筋である。大脇村では「大高道」もしくは「おけば道」という。江戸時代以前には官道として機能していた古い街道である。また近世には、真言宗豊山派白泉山妙楽寺の第13代住職であった亮山によって開かれた知多四国霊場を巡る「遍路道（へんろみち）」としての役割を持つにも至り、かつては1番札所である清涼山曹源寺（豊明市栄町（北緯35度2分36.2秒 東経136度59分42秒））と88番札所である瑞木山円通寺（大府市共和町（北緯35度2分46秒 東経136度56分16.4秒））を往来する巡礼者の姿も多く見られたという。
名古屋市道有松橋東南第2号線上の郷前交差点から約80メートル北に、東西に分岐する市道との辻があり（北緯35度3分1秒 東経136度58分11.9秒）、ここを長坂道と大高道および大脇道との交点と捉えることができる。大高道は、西に分岐する名古屋至道有松第65号線を西進し、桶狭間神明社境内の南側を越えたところにある市池（北緯35度3分6秒 東経136度58分2秒）の手前を右に折れ（ここから名古屋市道大高線になる）、そのまま北西に向かって桶狭間神明の住宅地を抜け、愛知県道243号東海緑線との交差点である権平谷交差点（北緯35度3分15.9秒 東経136度57分45.9秒）を経て旧大高町内の文久山へと至るルートにほぼ比定される。
文久山に至ったのち、大高道の名残とされる道は名古屋市道大高線から名古屋市道桶狭間線に切り替わる。市道桶狭間線は区画整理された名古屋市緑区大根山1丁目地内、および名古屋第二環状自動車道・国道302号によっていったん寸断されるが、その以西では緑ヶ丘自動車学校敷地の北側を廻り、蝮池を左に見ながら大高緑地敷地の南側を西進し、砦前交差点から70メートルほど南で大浜街道に接続している（北緯35度3分41.2秒 東経136度56分42.8秒）。
大脇道は、名古屋市道有松橋東南第2号線上の交差点から東に分岐する名古屋市道桶狭間中部第20号線、同桶狭間中部第14号線、同桶狭間中部第4号線、同有松第116号線、同大脇線がこれに相当する。これらは路線名のみが断続的なもので、実際には一続きの道路であり、しかも総延長は450メートル程度である。郷前交差点から東へ延びる名古屋市道桶狭間勅使線のほぼ100メートル北を併走しており、東ノ池の北岸を回り込んだところで豊明市との市境界を越え、大脇へと至る。
なお、この先の大脇道は、栄町大根交差点（北緯35度2分57.8秒 東経136度58分36.1秒）にて豊明市道大根若王子線（名古屋市道桶狭間勅使線の東側延長上にある）と交差した後、大原池北岸、豊明市立栄中学校敷地の南側を東進する。JAあいち尾東豊明栄支店付近で清涼山曹源寺に向かう道が右に分岐するが（北緯35度2分53.2秒 東経136度59分28.6秒）、大高道はそのまま栄町字姥子・南姥子・下原の住宅地の狭間を縫うようにさらに東進し、境川水系皆瀬川にかかる大師橋（北緯35度2分54.8秒 東経136度59分49.7秒）を越え、旧愛知県道瀬戸・大府停車場線との交差点を経て南東へと進み、やがて左折、名鉄名古屋本線のガード下をくぐり、国道1号に接続する。

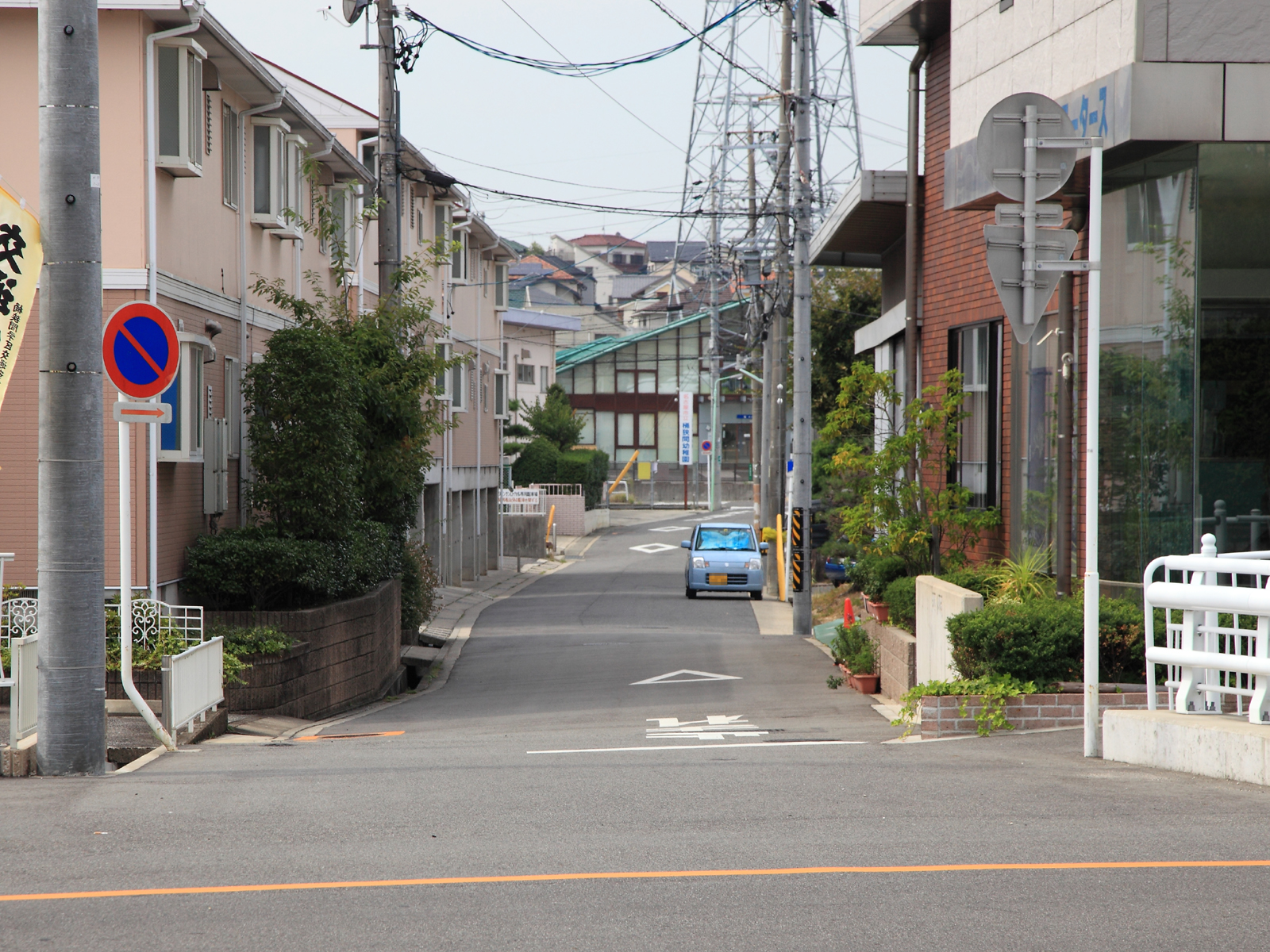
大高道が長坂道と交わる付近（2012年（平成24年）9月（撮影位置、西北西方面を望む））。奥手が大高へと続く。
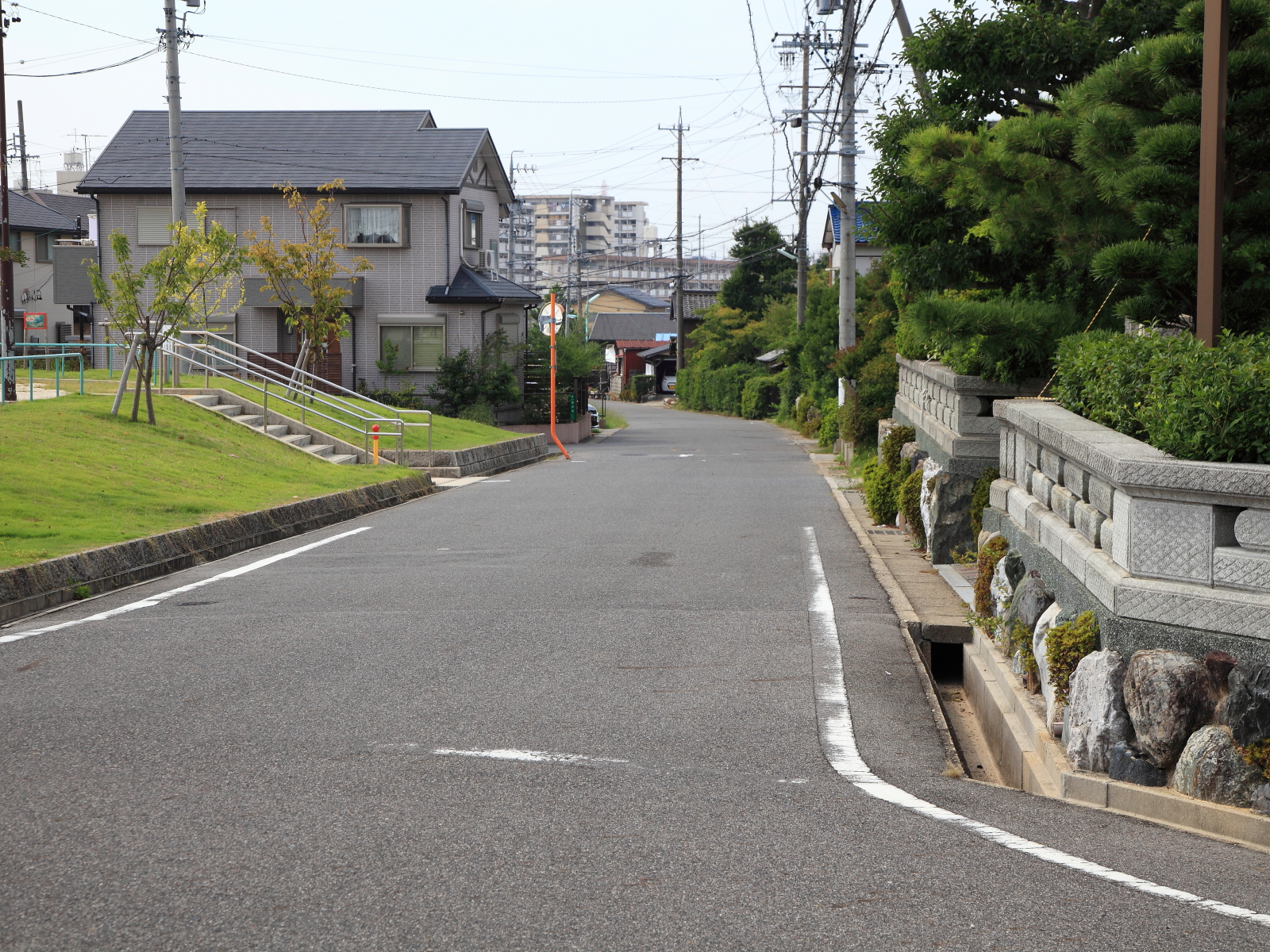
東ノ池北岸付近の大脇道（2012年（平成24年）9月（撮影位置、西方面を望む））。

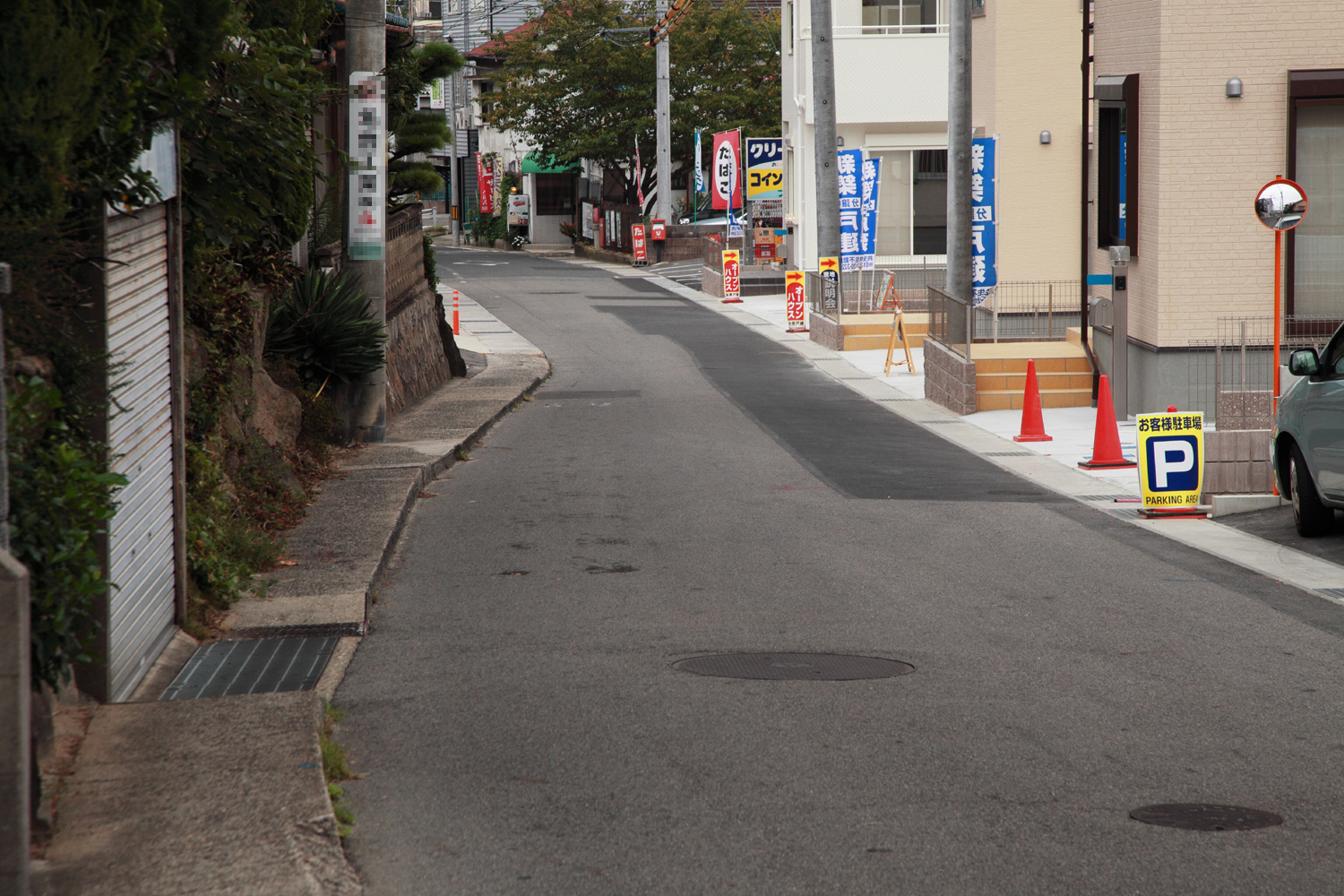
豊明市栄町南舘付近の古戦場道（2012年（平成24年）9月）。

#### 古戦場道
古戦場道は『豊明市史』による呼び名で、大字桶狭間においては『天保十二年丑年五月知多郡桶廻間村圖面』に記載されている「これより落合村」への道がこれに該当し、「落合道」などと呼ばれた可能性はある。地蔵池の北岸で有松道から東に分岐し（北緯35度3分33秒 東経136度58分9.9秒）、桶狭間北2丁目の住宅地を通って豊明市域に入り（北緯35度3分23.4秒 東経136度58分22.4秒）、豊明市内では栄町字西山・字南舘の住宅密集地の狭間を縫うようにしてくぐり抜け、やがて香華山高徳院・史跡桶狭間古戦場伝説地の脇を通って国道1号（東海道）に至る（北緯35度3分39秒 東経136度58分50.4秒）。

#### 近崎道

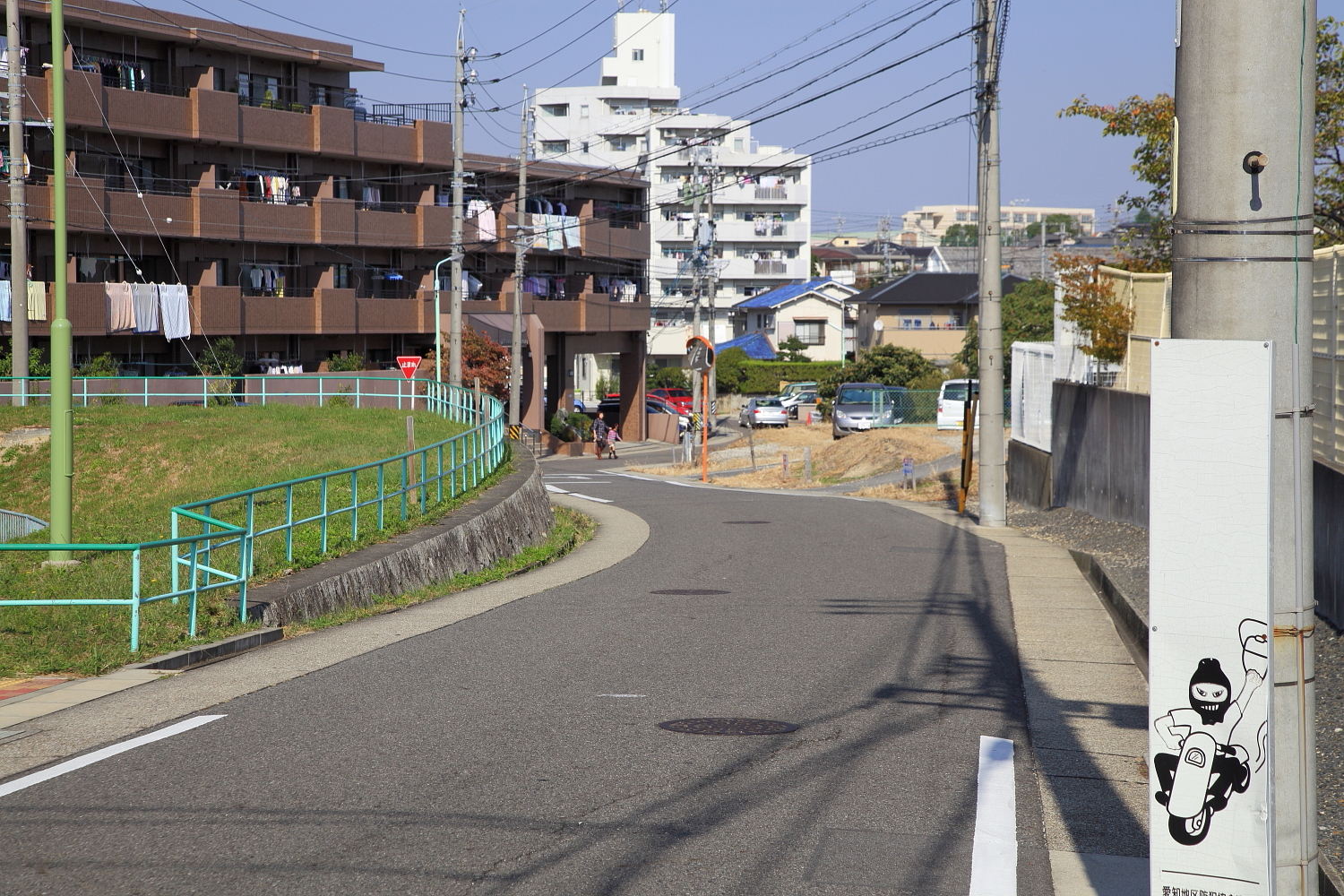
近崎道（2012年（平成24年）10月）。

近崎道（ちがさきみち）は、有松村から桶廻間村・北尾村（きたおむら）を経て近崎村（ちがさきむら）までを結んだ里道である。江戸時代以前より存在していたと考えられ、桶狭間の戦いの折りには今川方・織田方が共に軍を進めた道筋としても知られている。ただし、往時の里道が近代以降の幹線道のベースとなっているパターンと異なり、大字桶狭間のとりわけ東ノ池以北における近崎道は近世以降あまり重要視されなかった可能性がある。『天保十二年丑年五月知多郡桶廻間村圖面』にも『天保十二年丑年五月知多郡有松村圖面』にも道筋は見えず、明治時代や大正時代の地形図にも里道としての記載が無い。2013年（平成25年）現在にあっても住宅地に続く生活道路以上の役割を果たしているとは言い難いものがある。
旧東海道が整備される以前には三河街道より分岐していたと考えられているが、現在では大字有松での旧東海道からその道筋をたどることができる。『天保十二年丑年五月知多郡有松村圖面』に示されるところの筋違橋（現在の松野根（まつのね）橋）は藍染川（あいぞめがわ）にかかる東海道の橋で、有松村の東端にあって鳴海村との境界にもなっているが、橋の手前で南に分岐する小道があり（名古屋市道生山線）、ここが近崎道の分岐点となっている（北緯35度3分52.7秒 東経136度58分25.3秒）。
市道生山線は国道1号と交わった付近で名古屋市道桶狭間北部第二第34号線に切り替わるが、道はそのまま生山東麓を回り込む形で大きくカーブし、豊明市との境界線に沿いながら次第に南進、大字桶狭間東部の住宅地の中へと続いていく。名古屋短期大学敷地南側付近に隣接するあたりは「釜ヶ谷」と呼ばれ、桶狭間の戦いの折りには織田方が驟雨の中で突撃の機をうかがうために身を潜めていた場所だといわれている。釜ヶ谷を過ぎ、愛知用水を下にくぐってさらに南進した付近で、かつての近崎道の名残は後年の宅地造成のために途切れてしまう。和光山長福寺にある桶狭間霊園の東の小道（北緯35度3分8.9秒 東経136度58分20.6秒）は一部が近崎道の名残とみられるが、それも再びセト山・樹木の住宅地の中で途切れてしまう。しかしさらに南方の東ノ池の西岸を南に走る名古屋市道桶狭間中部第5号線は近崎道の名残とみられ、東ノ池の北端で後述する大高道と交差している。なお近崎道はさらに南下、大字桶狭間の東西の幹線道のひとつである名古屋市道桶狭間勅使線を横切り（北緯35度2分56.9秒 東経136度58分23.9秒）、名四国道北崎インターチェンジと交差する大府市道へと抜けてゆくのである。
なお、近崎の読みは「ちかさき」でも「ちかざき」でもなく、「ちがさき」が正式である。かつての衣が浦は近崎村の付近まで奥まっており、この付近が茅（ちが）の繁茂する岬であったことが、地名の由来であるという。「近」の字は近世以降の当字と考えられ、『尾張国地名考』（1836年（天保7年））でも正式名は「茅之崎（ちがさき）」であるといい、「が」が濁音であり「さ」が清音であると念を押している。

#### 東海道
大字桶狭間に旧東海道（現愛知県道222号緑瑞穂線）は通っていない。ただし、大字桶狭間を南北に貫く街道、すなわち「長坂道」、「分レ道」、「近崎道」の北端は、すべてが国道1号の北に併走する旧東海道にある。「長坂道」は大字有松の西端にほど近い地点に、「分レ道」は大字有松の中ほどの地点、「近崎道」は大字有松の東端にほど近い地点に、それぞれたどり着く。
名古屋鉄道名古屋本線有松駅改札口を出て正面側の出入口を降りると、踏切と愛知県道237号新田名古屋線が交差する南西側に至る（北緯35度4分4.7秒 東経136度58分13.2秒）。ここは大字有松であり、名古屋市による「有松土地区画整理事業」（1990年（平成2年）-2014年（平成26年））によって景観の変化が著しい一帯である。県道新田名古屋線は緩やかな坂を上ってそのまま国道1号に長坂南交差点でつながるが、名鉄名古屋本線をまたぐ幅員20メートルの主要な幹線として交通量も多い現在の様相とは異なり、かつては天王坂と呼ばれた田面道（たもどう、ともどう、農道の意）がこの付近を南進して大字桶狭間方面へ向かっている。一方、踏切から南西へ80メートルほど進むと左右に分岐する細い道があるが、これが往時は「往還」と尊称された旧東海道である。踏切を南に越えた県道新田名古屋線も実際にはこの辻が終点であり、以降長坂南交差点までは有松線第1号と呼ばれる名古屋市道であって、2003年（平成15年）10月に車道部の共用が開始されるまでは存在しなかった道である。

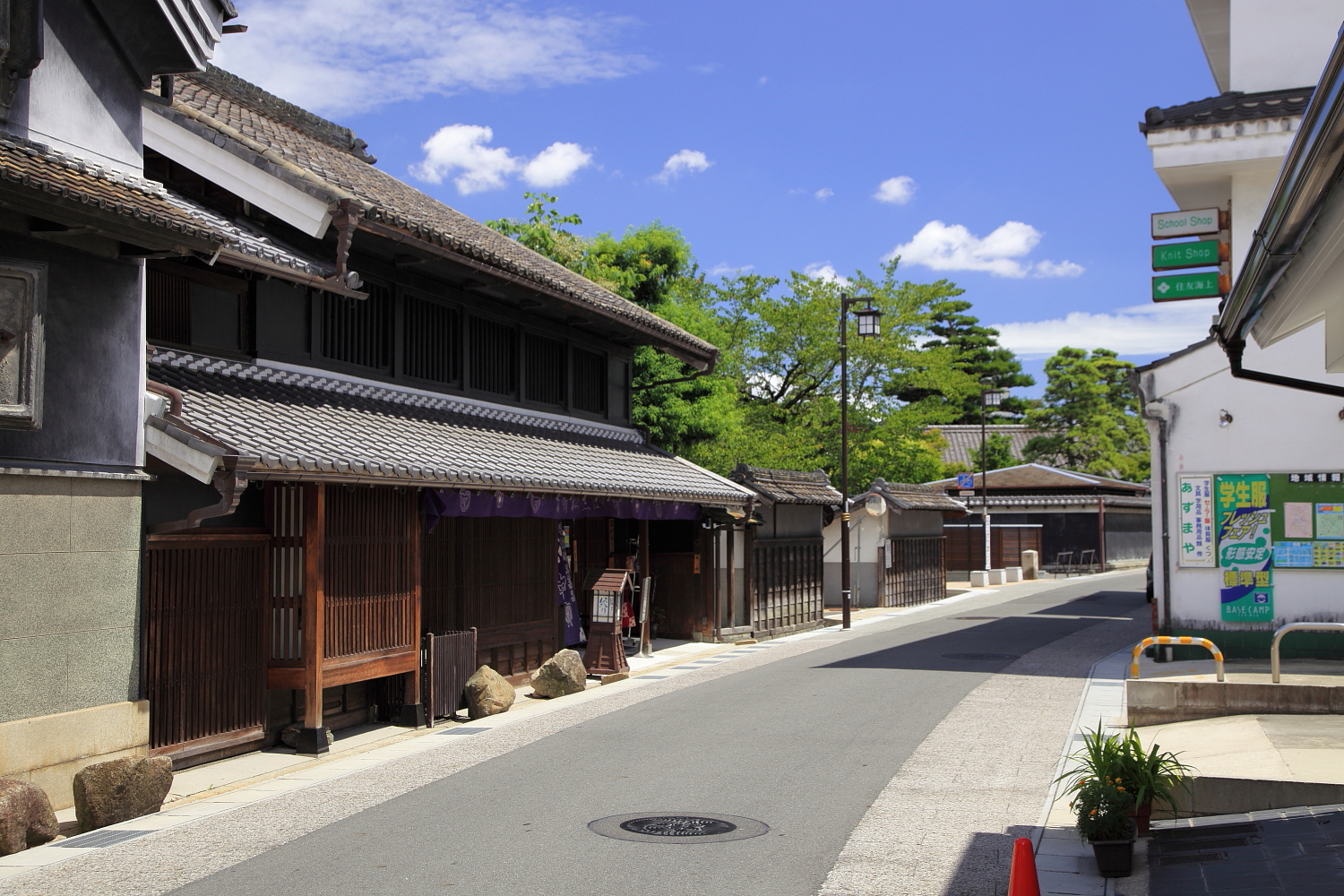
有松の町並み（2012年（平成24年）8月（撮影位置））。愛知県道222号（旧東海道）のうち有松市街地においては平成20年より順次電線共同溝工事が行われ、無電柱の景観が作られつつある[48]。
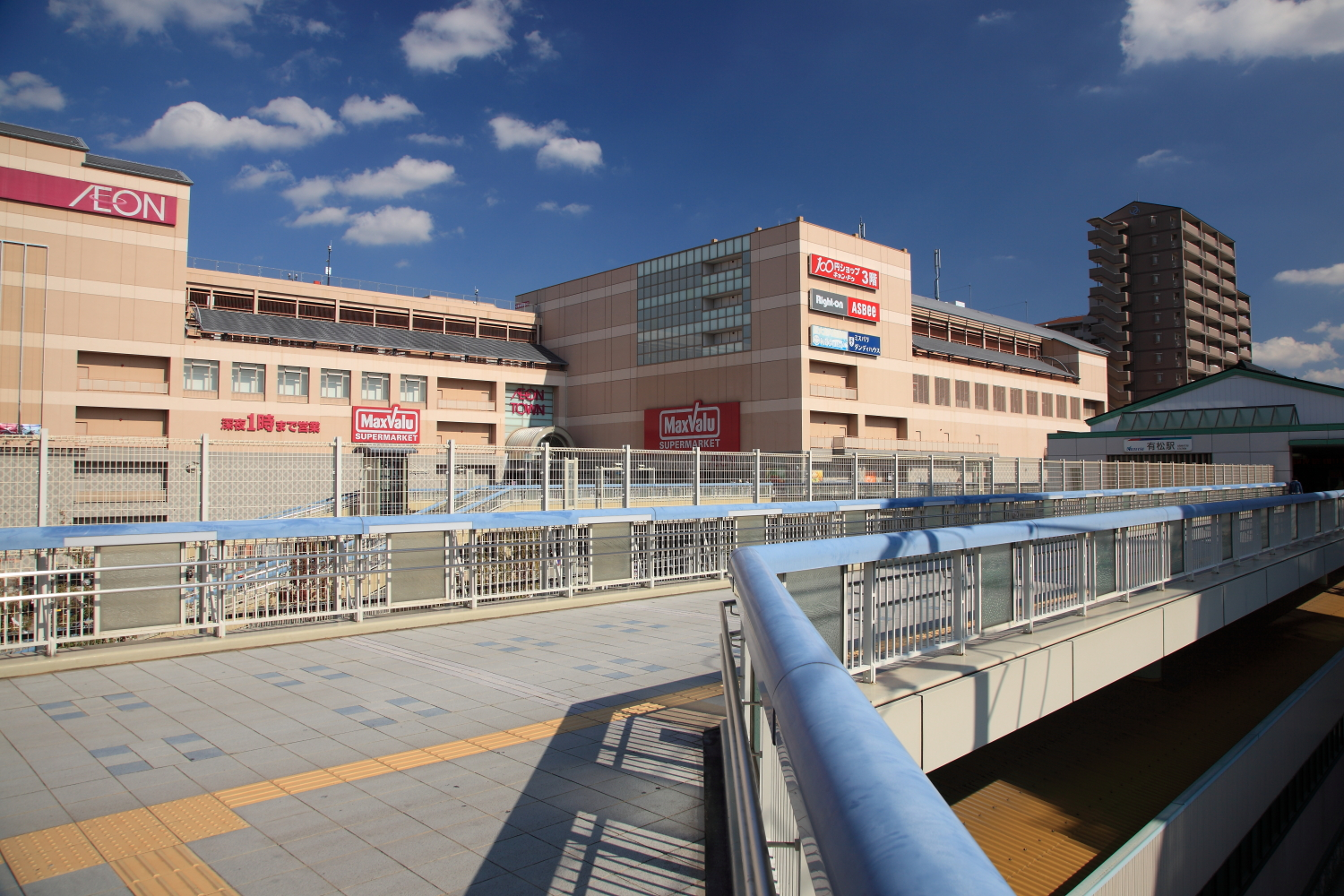
有松駅とイオンタウン有松（2012年（平成24年）10月（撮影位置））。